# Caunton
 (janvier 2024).
Caunton est un village du Nottinghamshire, en Angleterre.